# 北海道戸井高等学校
北海道戸井高等学校（ほっかいどうといこうとうがっこう、Hokkaido Toi High School）は、かつて北海道函館市にあった公立（道立）の高等学校である。

## 沿革
- 1953年 - 開校（現函館市立日新小学校を間借りした仮校舎）
- 1963年 - 本校舎に移転
- 1976年 - 道立移管
- 1997年 - 校舎改築落成
- 2013年 - 募集停止[1]
- 2014年12月 - 閉校式
- 2015年3月 - 閉校[1]